# 海蘭丁鎮區 (明尼蘇達州彭寧頓縣)
海蘭丁鎮區（英語：Highlanding Township）是位於美國明尼蘇達州彭寧頓縣的一個行政鎮區。

## 地方資料
海蘭丁鎮區的面積為93.52平方千米，當中陸地面積為93.49平方千米，而水域面積為0.03平方千米。根據2020年美國人口普查的數據，當地共有人口202人，而人口密度為每平方千米2.16人。